# Comuna Haiivka, Kirovohrad
Haiivka (în ucraineană Гаївка) este o comună în raionul Kirovohrad, regiunea Kirovohrad, Ucraina, formată din satele Haiivka (reședința) și Novohrîhorivka.

## Demografie
Componența lingvistică a comunei Haiivka
     Ucraineană (96,94%)
     Rusă (2,84%)
     Alte limbi (0,22%)
Conform recensământului din 2001, majoritatea populației comunei Haiivka era vorbitoare de ucraineană (96,94%), existând în minoritate și vorbitori de rusă (2,84%).